# Allium dictyoprasum
Allium dictyoprasum — вид трав'янистих рослин родини амарилісові (Amaryllidaceae), поширений у західній Азії.

## Опис
Цибулина довгасто-яйцеподібна, діаметром 2–2.5 см. Стебло 60–150 см. Листків 3–4, шириною 3–11 мм, циліндричні, швидко звужується до верхівки. Зонтик круглястий, діаметром 2–4.5 см, багатоквітковий, щільний. Квітконіжки у 2–5 разів більші від оцвітини. Оцвітина яйцювато-дзвінчаста; сегменти оцвітини темно-фіолетові, коричнево-зелені, жовтувато-зелені або зелені, часто вузько біло-окантовані, 2.5–3.5 мм, зовнішні увігнуті, широко еліптичні, тупі й закруглені на верхівці або вищерблені, коротші, ніж еліптично-овальні, вищерблені внутрішні. Пиляки жовті або фіолетові. Коробочка ≈ 3.5 мм.

## Поширення
Поширений у західній Азії — Іран (пн. і зх.), Ірак (пн.), Ізраїль, Сирія (зх.), Туреччина (сх.), Вірменія, Азербайджан.